# О’Коннелл, Джозеф
Джо́зеф О’Ко́ннелл (англ. Joseph T. O'Connell; 1 июня 1940, Бостон, США — 6 мая 2012, Манхэттен, Нью-Йорк, США) — канадский индолог и историк религии. Профессор религиоведения в Колледже Святого Михаила Торонтского университета (1968—2000), профессор-эмерит (2000—2012), почётный профессор Даккского университета. Автор переводов с санскрита и бенгали. Один из основоположников исследования бенгальского вайшнавизма на Западе.

## Биография
В 1962 году окончил Колледж Святого Креста, получив степень бакалавра истории. В 1970 году в Гарвардском университете защитил докторскую диссертацию на тему Social Implications of the Gaudiya Vaishnava Movement («Социальная роль гаудия-вайшнавского движения») и получил степень доктора философии по сравнительному религиоведению.
Умер 6 мая 2012 года в больнице Леннокс-Хилл на Манхэттене, в окружении членов своей семьи. Смерть наступила в результате кровоизлияния в мозг. Похороны состоялись 13 мая в Церкви Святого Василия Великого в Торонто. 15 мая в память о Джозефе О’Коннелле на всех трёх кампусах Торонтского университета были приспущены флаги. Вице-президент Даккского университета Арефин Сиддик в связи со смертью Джозефа О’Коннелла выступил с обращением, в котором отметил, что «Профессор О’Коннелл был очень живым, активным и энергичным человеком, внёсшим огромный вклад в развитие академических стандартов в Даккском университете».

### Научная деятельность
В 1968—2000 годах занимал должность профессора религиоведения в Колледже Святого Михаила и преподавал в Центре изучения религии Торонтского университета. Занимался научно-исследовательской деятельностью в Бангладеш и Западной Бенгалии, в том числе на родине Рабиндраната Тагора в г. Шантиникетан. В качестве приглашённого профессора читал лекции в Университете Вишвабхарати. Впервые ввёл преподавание бенгальского языка на кафедре Южной Азии Торонтского университета. Также сделал вклад в развитие изучения сикхизма на Западе. В 1987 году, при финансовой и моральной поддержке сикхской общины Торонто, организовал в Торонтском университете международную конференцию «История сикхов и их религии в XX веке».
В 2000—2012 годах — профессор-эмерит кафедры религиоведения Торонтского университета. В 1999—2000 годах — академический директор Оксфордского центра индуистских исследований, в 2000—2012 годах — старший научный сотрудник Центра. В 2001—2012 годах был приглашённым профессором в Даккском университете. который присвоил ему звание почётного профессора. В этот период активно занимался деятельностью, направленной на развитие научного изучения религии в индийских и бангладешских университетах. В частности, сыграл ключевую роль в основании кафедры мировых религий и культуры в Даккском университете. Внёс большой вклад в развитие этой кафедры и всего университета.
В область его научных интересов входили религиозная и социальная история бенгальского вайшнавизма и ислама в Бенгалии и Бангладеш, взаимоотношения индуизма и ислама в Индии. Также занимался исследованием джайнизма, сикхизма и творчества Рабиндраната Тагора. Был одним из основоположников исследования гаудия-вайшнавизма на Западе. В частности, исследовал такую малоизученную тему, как вайшнавские джати в Бенгалии. По мнению индолога Я. Бржезински, одной из основных причин интереса О’Коннелла к вайшнавизму было то, что эта традиция оказала положительное социальное влияние на находившуюся под властью мусульман средневековую Бенгалию. В 2000-е годы Бржезински по просьбе О’Коннелла занимался редактированием основных работ учёного по гаудия-вайшнавизму, подготавливая их к публикации в виде сборника. Однако, в конце концов, О’Коннелл отказался от этой идеи, посчитав многие свои работы устаревшими и неактуальными, и потому недостойными публикации.

### Общественная деятельность
Занимал активную социальную позицию, выступал против социальной и политической несправедливости. В 1971 году выступил в поддержку борьбы Бангладеш за независимость. Сыграл большую роль в формировании в Торонтском университете положительного общественного мнения по отношению к Войне за независимость Бангладеш. В течение многих лет был волонтёром католической благотворительной программы, направленной на помощь бездомным в Торонто.

## Отзывы
Как отмечает индолог Я. Бржезински, когда Международное общество сознания Кришны (ИСККОН) начало свою деятельность в Торонто в 1969 году, Джозеф О’Коннелл был, пожалуй, единственным человеком в городе, который знал что-либо о кришнаитах. В те годы О’Коннелл часто бывал в торонтском кришнаитском храме и приглашал кришнаитов делать презентации в Колледже Святого Михаила. Также, он лично встречался с основателем ИСККОН Бхактиведантой Свами Прабхупадой (1896—1977). По оценке Я. Бржезински, О’Коннелл сделал многое для легитимизации ИСККОН в Торонто.

## Личная жизнь
С 1965 года и до самой своей смерти был женат на Кэтлин О’Коннелл — индологе и исследователе творчества Рабиндраната Тагора. Вместе с женой участвовал с научных командировках в Бангладеш и Индии. От брака с Кэтлин имел троих детей: дочь Дейрдре, сыновей Марка и Мэттью.

## Научные труды

### Диссертации
- Joseph T. O'Connell. Social Implications of the Gauḍīya Vaiṣṇava Movement. — Cambridge, MA: Harvard University, 1970.

### Сборники статей (редактор-составитель)
- Joseph T. O'Connell. Bengal Vaiṣṇavism, Orientalism, Society, and the Arts. — East Lansing, MI: Asian Studies Center, Michigan State University, 1985. — x, 205 p. — (South Asia series).
- Joseph T. O'Connell, Ritendra K. Ray. Bengali Immigrants: A Community in Transition. — Toronto: Rabindranath Tagore Lectureship Foundation, 1985. — 58 p.[19]
- Joseph T. O'Connell. Sikh History and Religion in the Twentieth Century. — Toronto: University of Toronto, Centre for South Asian Studies, 1988. — vii, 496 p.
- Joseph T. O'Connell. Presenting Tagore's Heritage in Canada. — Toronto: Rabindranath Tagore Lectureship Foundation, 1989. — 142 p. — ISBN 0969399804.
- Joseph T. O'Connell. Organizational and Institutional Aspects of Indian Religious Movements. — New Delhi: Manohar, 1999. — viii, 292 p. — ISBN 8185952620.
- Joseph T. O'Connell. Jain Doctrine and Practice: Academic Perspectives. — Toronto: University of Toronto, Centre for South Asian Studies, 2000. — x, 259 p. — (South Asian studies papers). — ISBN 189521422X.
- Joseph T. O'Connell, Kathleen M. O'Connell. Rabindranath Tagore: Facets of a Cultural Icon. — Toronto: University of Toronto Press, 2008. — ISSN 0042-0247.
- Kathleen M. O'Connell, Joseph T. O'Connell. Rabindranath Tagore: Reclaiming a Cultural Icon. — Calcutta: Visva-Bharati, 2009. — 424 p. — ISBN 9788175224681.

### Статьи и главы в книгах
- Joseph T. O'Connell. Late Medieval Indian Spirituality and Religious Organizations in Relation to Social Evolution. — Cambridge, MA: Harvard University, 1964. — 68 p.
- Joseph T. O'Connell. The Word 'Hindu' in Gauḍīya Vaiṣṇava Texts // Journal of the American Oriental Society[англ.]. — 1973. — Вып. 93, № 3. — P. 340-344. — JSTOR 599467.
- Joseph T. O'Connell. The Impact of Devotion Upon the Societal Integration of Bengal // Warren M. Gunderson Studies on Bengal. — East Lansing, MI: Asian Studies Center, Michigan State University, 1975. — P. 33-42.[20]
- Joseph T. O'Connell. Dilemmas and Secularism in Bangladesh // Bardwell L. Smith Religion and Social Conflict in South Asia. — Leiden: Brill, 1976. — P. 64-81. — ISBN 9004045104.
- Joseph T. O'Connell. Caitanya's Followers and the Bhagavad-Gītā: A Case Study in Bhakti and the Secular // Bardwell L. Smith Hinduism: New Essays in the History of Religions. — Leiden: Brill, 1976. — P. 33-52. — ISBN 9004044957.
- Joseph T. O'Connell. Gaudiya Vaisnava Symbolism of Deliverance (uddhara, nistara ...) from Evil // Jayant Lele Tradition and Modernity in Bhakti Movements. — Leiden: Brill, 1981. — P. 124-135. — ISBN 9004063706.
- Joseph T. O'Connell. Jāti-Vaiṣṇavas of Bengal: "Subcaste" (Jāti) without "Caste" (Varṇa) // Journal of Asian and African Studies[англ.]. — 1982. — Вып. 17, № 3. — P. 189 – 207. — ISSN 0021-9096. — doi:10.1163/156852182X00651.
- Joseph T. O'Connell. Vaiṣṇava Perceptions of Muslims in Sixteenth Century Bengal // Milton Israel, Narendra K. Wagle Islamic Society and Culture: Essays in Honour of Professor Aziz Ahmad. — New Delhi: Manohar, 1983. — P. 289-302.
- Joseph T. O'Connell. Were Caitanya's Vaiṣṇavas Really Sahajiyās? The Case of Rāmānanda Rāya // Tony K. Stewart Shaping Bengali Worlds, Public and Private. — East Lansing, MI: Asian Studies Center, Michigan State University, 1989. — P. 11-22.
- Joseph T. O'Connell. Do Bhakti Movements Change Hindu Social Structures? The Case of Caitanya's Vaiṣṇavas in Bengal // Karigoudar Ishwaran, Yogendra K. Malik Boeings and Bullock-Carts: Religious Movements and Social Identity. — Delhi: Chanakya Publications, 1990. — P. 39-63. — ISBN 8170010624.
- Joseph T. O'Connell. Sādhana Bhakti // Steven J. Rosen Vaiṣṇavism: Contemporary Scholars Discuss the Gauḍīya Tradition. — New York: Folk Books, 1992. — P. 229-238. — ISBN 0961976365.
- Joseph T. O'Connell. Religious Movements and Social Structure: The Case of Chaitanya's Vaiṣṇavas in Bengal. — Shimla: Indian Institute of Advanced Study, 1993. — 43 p. — (Volume 4 of IIAS occasional papers). — ISBN 8185952094.
- Joseph T. O'Connell. Historicity in the Biographies of Caitanya // Journal of Vaishnava Studies. — 1993. — Вып. 1, № 2. — P. 102-132.
- Joseph T. O'Connell. Sikh Studies in North America: A Field Guide // John S. Hawley, Gurinder S. Mann Studying the Sikhs: Issues for North America. — Albany, NY: State University of New York Press, 1993. — P. 113-128. — ISBN 0791414264.
- Joseph T. O'Connell. The Fate of Sikh Studies in North America // Pashaura Singh, Norman G. Barrier The Transmission of Sikh Heritage in the Diaspora. — New Delhi: Manohar, 1996. — P. 269-288. — ISBN 8173041555.
- Joseph T. O'Connell. Does the Caitanya Vaiṣṇava Movement Reinforce or Resist Hindu Communal Politics? // Journal of Vaiṣṇava Studies. — 1997. — Вып. 5, № 1. — P. 197-215.
- Joseph T. O'Connell. Jain Contributions to Current Ethical Discourse // Joseph T. O'Connell Jain Doctrine and Practice: Academic Perspectives. — Toronto: University of Toronto, Centre for South Asian Studies, 2000. — P. 192-220. — ISBN 1895214238.
- Joseph T. O'Connell. Sikh Religio-Ethnic Experience in Canada // Harold G. Coward, John R. Hinnells, Raymond Brady Williams The South Asian Religious Diaspora in Britain, Canada, and the United States. — Albany, NY: State University of New York Press, 2000. — P. 191-212. — ISBN 0791445097.
- Joseph T. O'Connell. Wilfred Cantwell Smith's Islam in Modern History: Its Current Pertinence in Bangladesh // Journal of the Asiatic Society of Bangladesh. — 2004. — Вып. 49. — P. 105-.
- Joseph T. O'Connell, Kathleen M. O'Connell. Introduction: Rabindranath Tagore as ‘Cultural Icon’ (недоступная ссылка — история) // University of Toronto Quarterly. — 2008. — Вып. 77, № 4. — P. 961-970. — doi:10.3138/utq.77.4.961.
- Joseph T. O'Connell. Chaitanya Vaishnava Devotion (bhakti) and Ethicsas Socially Integrative in Sultanate Bengal // Bangladesh e-Journal of Sociology. — 2011. — Вып. 8, № 1. — P. 51-63.

### Рецензии
- Joseph T. O'Connell. The Tempest Within: An Account of East Pakistan by Dom Moraes // International Journal. — 1972. — Вып. 27, № 4. — P. 630-631. — doi:10.2307/25733992. — JSTOR 25733992.
- Joseph T. O'Connell. The Sword and the Flute: Kali and Krsna, Dark Visions of the Terrible and the Sublime in Hindu Mythology by David R. Kinsley // The Journal of Asian Studies[англ.]. — 1976. — Вып. 36, № 1. — P. 170-171. — doi:10.2307/2053886. — JSTOR 2053886.
- Joseph T. O'Connell. Aspects of Bengali History and Society by Rachel Van M. Baumer // Pacific Affairs[англ.]. — 1978. — Вып. 51, № 1. — P. 137-138. — ISSN 0030-85IX. — doi:10.2307/2757036. — JSTOR 2757036.
- Joseph T. O'Connell. The Legend of Krishna by Nigel Frith // The Journal of Asian Studies[англ.]. — 1978. — Вып. 37, № 3. — P. 579-580. — doi:10.2307/2053642. — JSTOR 2053642.
- Joseph T. O'Connell. Women, Androgynes, and Other Mythical Beasts by Wendy Doniger O'Flaherty // Pacific Affairs[англ.]. — 1981. — Вып. 54, № 3. — P. 549-552. — ISSN 0030-85IX. — JSTOR 2756815.
- Joseph T. O'Connell. The Divine Hierarchy: Popular Hinduism in Central India by Lawrence A. Babb // Journal of Asian and African Studies[англ.]. — 1981. — Вып. 16, № 3. — P. 297-298.
- Joseph T. O'Connell. The Karmic Theater: Self, Society, and Astrology in Jaffna by R. S. Perinbanayagam // Sociological Analysis. — 1984. — Вып. 45, № 1. — P. 68-70. — JSTOR 3711326.
- Joseph T. O'Connell. Krishna, the Butter Thief by John Stratton Hawley // Journal of the American Academy of Religion. — 1986. — Вып. 54, № 2. — P. 377. — doi:10.2307/1464783. — JSTOR 1464783.
- Joseph T. O'Connell. Non-Renunciation: Themes and Interpretation of Hindu Culture by T. N. Madan // Pacific Affairs[англ.]. — 1989. — Вып. 62, № 2. — P. 271-272. — ISSN 0030-85IX. — doi:10.2307/2760607. — JSTOR 2760607.
- Joseph T. O'Connell. Modern Indian Responses to Religious Pluralism by Harold G. Coward // Philosophy East and West[англ.]. — 1990. — Вып. 40, № 3. — P. 401-402. — doi:10.2307/1399433. — JSTOR 1399433.